# 吉田兼貞

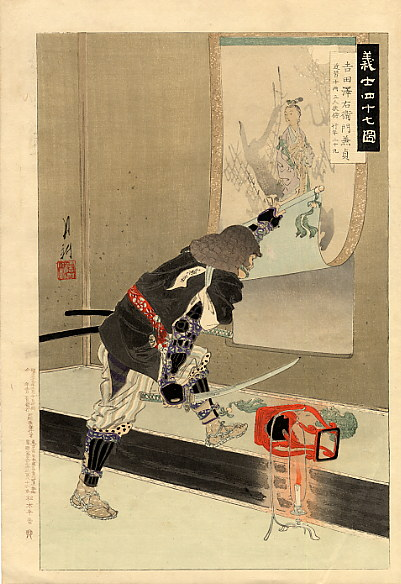
『義士四十七図　吉田沢右衛門兼貞』（尾形月耕画）

吉田 兼貞（よしだ かねさだ、延宝3年（1675年） - 元禄16年2月4日（1703年3月20日））は、江戸時代前期の武士。赤穂浪士四十七士の一人。吉田兼亮の子。通称は沢右衛門（さわえもん）。

## 生涯
延宝3年（1675年）、赤穂藩士・吉田兼亮の三男として生まれた。母は熊田新八の娘りん。幼名は千之丞。のち文蔵と称しさらに沢右衛門と変えた。兄2人は夭折・早世したため、吉田家の嫡男とされた。
父と同様に赤穂藩に仕え、家督前の部屋住みであったが、分限帳のなかには10両3人扶持の近習兼蔵奉行としているものもある。浅野家が改易されると主に父と行動を共にし、吉良邸討ち入りの際には父とは別に表門隊に所属した。
討ち入り後は長府藩毛利家に預けられた。元禄16年（1703年）2月4日毛利家家臣・進藤為右衛門の介錯で切腹した。享年29。主君浅野長矩と同じ高輪泉岳寺に葬られた。法名は刃当掛剣信士。京都市の本妙寺の境内にも墓があるが、宝永元年（1704年）に綿屋善右衛門という商人が建てた、遺骸の埋葬を伴わない供養塔である（同5年（1708年）の宝永の大火で焼失した。現在の新しい石塔は再建されたもの）。